# Patroklész
Patroklész (Kr. e. 3. század) görög író, hadvezér.

## Élete
I. Szeleukosz király barátja s hajóhadának a Kaszpi-tengeren parancsnoka volt. Szeleukosz halála után I. Antiokhosz Elő-Ázsiába küldte, ahol a bithüniaiak elleni csatában elesett. Állásánál fogva alkalma volt a szíriai birodalomba tartozó országok viszonyaival megismerkedni, jelentékeny műveket írt Közép-Ázsiáról. Munkáiból semmi sem maradt, Plutarkhosz és Sztrabón említik.